# Университетский суд
Университетский суд — одна из составляющих университетской автономии. Согласно европейской традиции осуществлялся в университете над членами университетской корпорации (средневековое «право академической свободы»).

## В России
Университетский суд был введён впервые в Московском университете по Проекту об учреждении Московского университета (1755), освобождавшему принадлежащих к университету профессоров, учителей, «прочих чинов», а также студентов от привлечения к любому другому суду, кроме университетского.
Подробный статус университетского суда в XVIII веке разработан не был; в это время суд происходил в Конференции профессоров под председательством директора университета, которые разбирали в нём преимущественно дела о проступках студентов (имея при этом право отослать дело на рассмотрение общих судебных органов).
Согласно Уставу 1804 суд осуществлялся: в первой инстанции — ректором, по второй инстанции (по делам профессоров, адъюнктов, университетских чиновников, финансовым делам по искам свыше 15 рублей) — Правлением с обязательным участием синдика и возможным приглашением профессоров права, в третьей инстанции (по искам свыше 50 рублей, а также апелляции на решения Правления) — Советом университета. Дела о недвижимом имуществе и уголовные дела (после первичного рассмотрения в Правлении) передавались университетом в соответствующие присутственные места (к их рассмотрению там допускался синдик в качестве представителя университета). Решения университетского суда по денежным суммам менее 500 рублей, по наложению штрафов менее 100 рублей, а также по должностным проступкам апелляции не подлежали. В прочих случаях в восьмидневный срок возможно было внесение апелляции на решение суда в Правительствующий Сенат.
Суд как часть органов управления университетом был отменён по Уставу 1835. Спорные вопросы должны были разбираться ректором и Правлением под контролем синдика, при этом в их компетенцию не могли относиться никакие имущественные тяжбы. Судебная «автономия» членов университета свелась лишь к правилу, по которому преподавателя, чиновника или студента университета, задержанного полицией, необходимо было доставить к ректору с «изъяснением его проступка» (в случае уголовного преступления — уведомить ректора, посылавшего представителя университета для участия в следствии).
Уставом 1863 университетский суд был восстановлен как орган, разбирающий студенческие дела. В его состав входили 3 профессора по выбору университетского Совета, один из которых должен был представлять юридический факультет. Устав 1884 вновь отменил университетский суд, передав право решения по студенческим делам университетскому инспектору, руководствовавшемуся утверждёнными Правилами о студентах.